# Dean Young
Dean Young (ur. 7 stycznia 2002 w Edynburgu) – szkocki zawodowy snookerzysta.

## Wczesne życie
Pochodzi z Edynburga w Szkocji i uczęszczał do Firhill High School. Zaczął grać w snookera w wieku siedmiu lat. Pracuje w Locarno Snooker Club w Edynburgu.

## Kariera
W latach 2018 i 2019 zdobył tytuł Mistrza Szkocji U-21, pokonując w obu przypadkach Aarona Grahama. W czerwcu 2021 r. Young przeszedł przez trzeci turniej Q School 2021, pokonując m.in. Floriana Nüßle i Mitchella Manna, a następnie w ostatniej rundzie pokonał Haydona Pinheya 4–1, zdobywając dwuletnią kartę do World Snooker Tour na sezony 2021/22 i 2022/23.  Dotarł do czwartej rundy (1/8 finału) turnieju Shoot Out 2022.
Po ukończeniu dwóch sezonów, w czerwcu 2023 r., zakwalifikował się ponownie do gry zawodowej wygrywając kwalifikację w drugim turnieju. Ukończenie pierwszych dwóch lat gry jako zawodowiec określił jako „staż”.
Sezon 2023/24 rozpoczął w lipcu 2023 r. w rozgrywkach Championship League rozgrywanych na Morningside Arena w Leicesterze. W fazie grupowej udało mu się wywalczyć remisy z zawodnikami z czołowej pięćdziesiątki rankingu: Jakiem Jonesem i Jamiem Jonesem. W grudniu 2023 roku dotarł do trzeciej rundy turnieju Shoot Out, pokonując Davida Grace’a i nastolatka z Hongkongu Shauna Liu, zanim przegrał z dwukrotnym wicemistrzem świata, Alim Carterem.
W grudniu 2024 roku dotarł do 1/32 finału Scottish Open, który odbył się w jego rodzinnym mieście Edynburgu. W kwietniu 2025 w pierwszej rundzie kwalifikacji do Mistrzostw Świata zmierzył się z nastoletnim Polakiem Michałem Szubarczykiem, wygrywając 10-8, a następnie stając naprzeciw Stana Moody'ego.
Po sezonie 2024/25 wypadł z World Snooker Tour. Dotarł do ostatniej rundy Q School w maju 2025 r., ale po porażce 1-4 z Fergalem Quinnem w finale drugiego turniejunie uzyskał kwalifikacji. Po występach w Q School został sklasyfikowany na siódmym miejscu w rankingu Q School Order of Merit.
Zgłoszony jako zawodnik uzupełniający, Young został wylosowany w fazie grupowej Championship League gdzie zmierzy się z Pang Junxu, Jiang Jun i Oliverem Linesem.

## Występy w turniejach w karierze
| Ranking                      | [ i ]         | [ i ]         | [ ii ]        | 88            | [ iii ]       | 90            |               |               |               |               |               |               |               |
| Turnieje rankingowe          |               |               |               |               |               |               |               |               |               |               |               |               |               |
| Championship League          | NR            | A             | RR            | A             | RR            | RR            |               |               |               |               |               |               |               |
| Xi'an Grand Prix             | nie rozegrano | nie rozegrano | nie rozegrano | nie rozegrano | nie rozegrano | 1R            |               |               |               |               |               |               |               |
| Saudi Arabia Masters         | nie rozegrano | nie rozegrano | nie rozegrano | nie rozegrano | nie rozegrano | 2R            |               |               |               |               |               |               |               |
| English Open                 | A             | A             | LQ            | LQ            | LQ            | LQ            |               |               |               |               |               |               |               |
| British Open                 | nie rozegrano | nie rozegrano | 1R            | 1R            | LQ            | LQ            |               |               |               |               |               |               |               |
| Wuhan Open                   | nie rozegrano | nie rozegrano | nie rozegrano | nie rozegrano | LQ            | LQ            |               |               |               |               |               |               |               |
| Northern Ireland Open        | A             | A             | LQ            | LQ            | 1R            | LQ            |               |               |               |               |               |               |               |
| International Championship   | A             | nie rozegrano | nie rozegrano | nie rozegrano | LQ            | 1R            |               |               |               |               |               |               |               |
| UK Championship              | A             | A             | 1R            | LQ            | LQ            | LQ            |               |               |               |               |               |               |               |
| Shoot Out                    | 3R            | 1R            | 4R            | 2R            | 3R            | 1R            |               |               |               |               |               |               |               |
| Scottish Open                | A             | A             | LQ            | LQ            | LQ            | 2R            |               |               |               |               |               |               |               |
| German Masters               | A             | A             | LQ            | LQ            | LQ            | LQ            |               |               |               |               |               |               |               |
| Welsh Open                   | A             | A             | LQ            | 1R            | WD            | LQ            |               |               |               |               |               |               |               |
| World Open                   | A             | nie rozegrano | nie rozegrano | nie rozegrano | WD            | LQ            |               |               |               |               |               |               |               |
| World Grand Prix             | DNQ           | DNQ           | DNQ           | DNQ           | DNQ           | DNQ           |               |               |               |               |               |               |               |
| Players Championship         | DNQ           | DNQ           | DNQ           | DNQ           | DNQ           | DNQ           |               |               |               |               |               |               |               |
| Tour Championship            | DNQ           | DNQ           | DNQ           | DNQ           | DNQ           | DNQ           |               |               |               |               |               |               |               |
| World Championship           | LQ            | LQ            | LQ            | LQ            | LQ            | LQ            |               |               |               |               |               |               |               |
| Dawne turnieje rankingowe    |               |               |               |               |               |               |               |               |               |               |               |               |               |
| WST Pro Series               | NH            | RR            | nie rozegrano | nie rozegrano | nie rozegrano | nie rozegrano | nie rozegrano | nie rozegrano | nie rozegrano | nie rozegrano | nie rozegrano | nie rozegrano |               |
| Turkish Masters              | nie rozegrano | nie rozegrano | LQ            | nie rozegrano | nie rozegrano | nie rozegrano | nie rozegrano | nie rozegrano | nie rozegrano | nie rozegrano | nie rozegrano | nie rozegrano | nie rozegrano |
| Gibraltar Open               | A             | A             | WD            | nie rozegrano | nie rozegrano | nie rozegrano | nie rozegrano | nie rozegrano | nie rozegrano | nie rozegrano | nie rozegrano | nie rozegrano | nie rozegrano |
| WST Classic                  | nie rozegrano | nie rozegrano | nie rozegrano | 1R            | nie rozegrano | nie rozegrano |               |               |               |               |               |               |               |
| European Masters             | A             | A             | LQ            | LQ            | LQ            | NH            |               |               |               |               |               |               |               |
| Dawne turnieje nierankingowe |               |               |               |               |               |               |               |               |               |               |               |               |               |
| Six-red World Championship   | A             | nie rozegrano | nie rozegrano | LQ            | nie rozegrano | nie rozegrano |               |               |               |               |               |               |               |

1. 1 2  Był amatorem.
2. ↑  Nowi gracze w Tourze nie mają rankingu.
3. ↑  Gracze, którzy zakwalifikowali się z Q School zaczynają sezon bez punktów rankingowych.

| Legenda tabeli wyników              | Legenda tabeli wyników       | Legenda tabeli wyników                     | Legenda tabeli wyników                                                              | Legenda tabeli wyników                     | Legenda tabeli wyników                     |
| ----------------------------------- | ---------------------------- | ------------------------------------------ | ----------------------------------------------------------------------------------- | ------------------------------------------ | ------------------------------------------ |
| LQ                                  | odpadnięcie w kwalifikacjach | #R                                         | odpadnięcie we wczesnej fazie turnieju (WR = runda dzikich kart, RR = faza grupowa) | QF                                         | przegrana w ćwierćfinale                   |
| SF                                  | przegrana w półfinale        | F                                          | przegrana w finale                                                                  | W                                          | zwycięstwo                                 |
| DNQ                                 | nie zakwalifikował/a się     | A                                          | nie brał/a udziału                                                                  | WD                                         | zrezygnował/a w trakcie turnieju           |
| Legenda oznaczeń w tabelach wyników |                              |                                            |                                                                                     |                                            |                                            |
| NH / Nie roz.                       | NH / Nie roz.                | Turniej nie odbył się.                     | Turniej nie odbył się.                                                              | Turniej nie odbył się.                     | Turniej nie odbył się.                     |
| NR / Nie-rank.                      | NR / Nie-rank.               | Turniej nie był zaliczany jako rankingowy. | Turniej nie był zaliczany jako rankingowy.                                          | Turniej nie był zaliczany jako rankingowy. | Turniej nie był zaliczany jako rankingowy. |
| R / Rank.                           | R / Rank.                    | Turniej był zaliczany jako rankingowy.     | Turniej był zaliczany jako rankingowy.                                              | Turniej był zaliczany jako rankingowy.     | Turniej był zaliczany jako rankingowy.     |
| MR / Minor-Rank.                    | MR / Minor-Rank.             | Turniej był zaliczany jako minor ranking.  | Turniej był zaliczany jako minor ranking.                                           | Turniej był zaliczany jako minor ranking.  | Turniej był zaliczany jako minor ranking.  |

## Finały w karierze

### Finały amatorskie: 2 (1-1)
| Rezultat  |    | Rok  | Turniej                    | Przeciwnik    | Wynik |
| --------- | -- | ---- | -------------------------- | ------------- | ----- |
| Zwycięzca | 1. | 2019 | Challenge Tour – Turniej 7 | Andrew Pagett | 3–1   |